# النيجر في الألعاب الأولمبية الصيفية 2016
نافست النيجر في دورة الألعاب الأولمبية الصيفية 2016 في ريو دي جانيرو، البرازيل، من 05-21 أغسطس 2016.
شاركت النيجر لأول مرة في الألعاب الاولمبية الصيفية عام 1964، وقد شارك الرياضيين من النيجر في كل دورة من دورات الألعاب الأولمبية الصيفية، باستثناء دورتين هي دورة الألعاب الأولمبية الصيفية 1976 في مونتريال، ودورة الألعاب الأولمبية الصيفية 1980 في موسكو بسبب الحرب السوفياتية في أفغانستان.